# Майкъл Колинс (филм)
„Майкъл Колинс“ (на английски: Michael Collins) е биографична периодична драма от 1996 г. на режисьора Нийл Джордан, и главната роля се изпълнява от Лиам Нийсън в ролята ирландския революционер, войник и политик Майкъл Колинс, който е водеща фигура в началото на 20-ти век. Филмът печели наградата „Златен лъв“ във Венецианския филмовия фестивал и също е номиниран за най-добра музика и кинематография в 69-те награди Оскар.